# Trybuna Ludu
Trybuna Ludu (in polacco Tribuna del Popolo) è stato un quotidiano polacco, organo del Partito Operaio Unificato Polacco (PZPR), nonché uno dei più importanti giornali della Repubblica Popolare di Polonia.

## Storia
La testata è frutto della fusione tra due giornali, Robotnik, organo del Partito Socialista Polacco e Głos Ludu, quotidiano del Partito Polacco dei Lavoratori, avvenuta nel 1948, anno in cui i due partiti si fusero nel Partito Operaio Unificato Polacco.
All'ultimo congresso del partito comunista il giornale fu rinominato Trybuna Kongresowa (Tribuna del Congresso), prima di essere ufficialmente chiuso nel 1990, dopo la caduta del comunismo in Polonia e la dissoluzione del PZPR.
Ufficiosamente, gran parte della sua tradizione è stata ripresa da Trybuna, il giornale della sinistra polacca.